# Zemský okres Peine
Zemský okres Peine (německy Landkreis Peine) je zemský okres v německé spolkové zemi Dolní Sasko. Sídlem správy zemského okresu je město Peine. Má přibližně 133 tisíc obyvatel. 

## Města a obce
| Město: 1. Peine | Obce: 1. Edemissen 2. Hohenhameln 3. Ilsede 4. Lengede 5. Vechelde 6. Wendeburg |